# 神野正英
神野正英（日语：／ Jinno Masahide，1948年8月7日—）是日本男子田徑運動員，1970年亞洲運動會短跑冠軍。1970年亞洲運動會100公尺決賽，日本選手神野正英奪得冠軍，成績為10.5秒（手動計時）。

## 外部連結
- 神野正英在国际奥林匹克委员会的资料